# Sergej Makarov (atleet)
Sergej Alexandrovitsj Makarov (Russisch: Сергей Александрович Макаров) (Podolsk, 19 maart 1973) is een Russische speerwerper. Hij werd wereldkampioen en meervoudig Russisch kampioen in deze discipline. Hij nam viermaal deel aan de Olympische Spelen en won hierbij in totaal twee bronzen medailles.

## Biografie
Zijn eerste succes boekte Sergej Makarov met het winnen van een gouden medaille bij de Russische kampioenschappen. In 1998 won hij het speerwerpen op de Goodwill Games. Met een beste poging van 84,11 m bleef hij de Amerikaan Tom Pukstys (zilver; 79,86) en de Australiër Andrew Currey (brons; 78,50) voor.
In 2000 maakte hij zijn olympische debuut. Op de Olympische Spelen van Sydney plaatste hij zich voor de finale van het speerwerpen en veroverde hierbij een bronzen medaille. Hij wierp 88,67, maar de Tsjech Jan Železný (90,17) en Steve Backley (89,85) bleven hem voor.
Zijn grootste overwinning boekte Makarov in 2003 bij de wereldkampioenschappen in Parijs. Een jaar later won hij net als bij zijn olympische debuut een bronzen medaille op de Olympische Spelen van Athene. Ook bij de WK van 2005 in Helsinki moest hij genoegen nemen met het brons.
Op de WK van 2007 in Osaka werd hij uitgeschakeld in de kwalificatieronde. Zijn beste worp was 78,22. Eerder dat jaar werd hij bij de Russische kampioenschappen nog voor de achtste maal nationaal kampioen speerwerpen. Ook bij de Olympische Spelen van 2008 in Peking was zijn 72,47 niet voldoende om zich te plaatsten in de finale en sneuvelde hij in de kwalificatieronde.
Zijn vader Aleksandr Makarov was ook een speerwerper. Hij won een zilveren medaille op de Olympische Spelen van Moskou in 1980. Sergej Makarov is getrouwd met voormalig Russisch recordhoudster speerwerpen Oksana Owtschinnikowa.

## Titels
- Wereldkampioen speerwerpen - 2003
- Russisch kampioen speerwerpen - 1996, 1997, 2000, 2001, 2003, 2005, 2006, 2007

## Persoonlijke records
| Onderdeel   | Prestatie | Datum        | Plaats    |
| ----------- | --------- | ------------ | --------- |
| speerwerpen | 92,61 m   | 30 juni 2002 | Sheffield |

## Palmares

### Olympische Spelen
- 1996: 6e met 85,30 m
- 2000:  met 88,67 m
- 2004:  met 84,84 m
- 2008: 14e in voorronde met 72,47 m

### Wereldkampioenschappen
- 1997: 5e met 86,32 m
- 1999: 9e in voorronde met 83,20 m
- 2001: 7e met 83,64 m
- 2003:  met 85,44 m
- 2005:  met 83,54 m

### Europese kampioenschappen
- 1998: 4e met 86,45 m
- 2002:  met 88,05 m
- 2010: 7e met 80,86 m

### Europacup
- 1996:  met 84,96 m
- 1998:  met 84,37 m
- 1999:  met 85,44 m
- 2000:  met 89,92 m
- 2001:  met 83,24 m
- 2002:  met 88,24 m
- 2003:  met 85,86 m
- 2006:  met 82,43 m

### Wereldbeker
- 1998:  met 86,96 m
- 2002:  met 86,44 m

### Golden League
- 1999:  Bislett Games met 86,01 m
- 1999:  Golden Gala met 85,74 m
- 1999:  Meeting Gaz de France met 86,92 m
- 1999:  Herculis met 84,48 m
- 2000:  Bislett Games met 88,53 m
- 2001:  Meeting Gaz de France met 82,63 m
- 2003:  Bislett Games met 85,61 m
- 2003:  Meeting Gaz de France met 87,69 m
- 2003:  Golden Gala met 84,74 m
- 2003:  Weltklasse Zürich met 86,40 m
- 2005:  Golden Gala met 84,17 m
- 2005:  Bislett Games met 87,76 m
- 2005:  Weltklasse Zürich met 86,89 m
- 2005:  Memorial Van Damme met 86,88 m
- 2005:  ISTAF met 88,14 m

### Diamond League
- 2011:  Athletissima met 87,12 m

1983: Detlef Michel ·
1987: Seppo Räty ·
1991: Kimmo Kinnunen ·
1993: Jan Železný ·
1995: Jan Železný ·
1997: Marius Corbett ·
1999: Aki Parviainen ·
2001: Jan Železný ·
2003: Sergej Makarov ·
2005: Andrus Värnik ·
2007: Tero Pitkämäki ·
2009: Andreas Thorkildsen ·
2011: Matthias de Zordo ·
2013: Vítězslav Veselý ·
2015: Julius Yego ·
2017: Johannes Vetter ·
2019: Anderson Peters ·
2022: Anderson Peters ·
2023:  Neeraj Chopra